# عبد اللطيف البوني
عبد اللطيف البوني هو صحفي وروائي وأستاذ جامعي سوداني، كتب في صحف كثيرة، منها جريدة الرأي العام، وجَمَع مقالاته في كتاب ذي ثلاثة أجزاء اسمه «حاطب ليل». نال درجة الدكتوراه في العلوم السياسية من جامعة الخرطوم في العام 1989م، وكانت رسالته (علاقة الدين بالدولة في السودان) ذُكِرَ فيها محاولات تدوين دستور إسلامي، وله كتاب «تجربة نميري الإسلامية».